# Residuo comunicativo
La locuzione residuo comunicativo (o perdita: loss) indica quell'elemento del messaggio che nella comunicazione non giunge a destinazione, consapevolmente o inconsapevolmente.
Ciò può avvenire a causa dell'implicito culturale, dell'eccessivo rumore informativo, o anche per vari altri fattori insiti nel sistema di comunicazione umano.
La presenza del residuo comunicativo è costante e dovuta a molteplici fattori, tra cui l'impossibilità di tradurre in parole tutti i pensieri e le eventuali interferenze sul canale fisico della comunicazione (es. suoni o rumori nel caso della comunicazione orale, macchie o grafie particolari nel caso della comunicazione scritta, ecc.).

## Descrizione
Quando l'emittente si propone di comunicare qualcosa a qualcuno, deve necessariamente tradurre i suoi pensieri (concetti costituiti da interpretanti e quindi non verbali) in parole (linguaggio verbale), ossia in un codice parzialmente condivisibile che permetta al ricevente di capire il messaggio dell'emittente.
In questa prima fase di verbalizzazione del pensiero (“traduzione” del pensiero in parole), qualcosa va inevitabilmente perso poiché l'emittente non riesce (e non può per la limitatezza del linguaggio stesso) a tradurre tutto il suo pensiero in parole.
Dopo una fase di elaborazione, il pensiero si trasforma in un enunciato che arriva al ricevente, ma anche in questa fase una parte del messaggio non giunge a destinazione a causa delle interferenze. Ricevuto il messaggio, il ricevente lo rielabora per comprenderne e assimilarne il contenuto: procede pertanto alla traduzione delle parole in pensieri (o interpretanti), attuando un processo inverso e generando un ulteriore residuo.
Nella comunicazione, quindi, si generano almeno tre residui, ossia tre perdite d'informazione che fanno sì che il messaggio giunga alterato al ricevente. È da aggiungere che, sebbene sia opportuno, anzi necessario, essere in grado di prevedere quali parti del messaggio hanno minore probabilità di giungere per intero al ricevente, è anche vero che spesso il residuo è generato senza che l'emittente ne sia consapevole.

## Il residuo nella comunicazione interlinguistica
Parlando di comunicazione interlinguistica, ci si riferisce in questo caso a quella scritta e al ruolo del traduttore nella ricezione/comunicazione del messaggio. È bene distinguere, per maggiore chiarezza, il ruolo dell'interprete che, per diversa formazione e per diverse competenze, si occupa invece della comunicazione interlinguistica orale.
Nel caso della comunicazione (o traduzione) interlinguistica scritta, ai residui generati dai processi di verbalizzazione e deverbalizzazione del messaggio, si aggiunge la difficoltà linguistica. Più precisamente, la traduzione interlinguistica non implica solo il confronto tra due lingue, ma si estende al confronto tra due culture: la traduzione è una forma di mediazione linguistica e culturale. Il ricevente non è più una persona qualsiasi, ma è il traduttore che, dopo aver deverbalizzato (decodificato) il messaggio originale, deve riverbalizzarlo (ricodificarlo) in una lingua diversa. In questo particolare tipo di comunicazione il traduttore funge, dunque, sia da ricevente (lettore empirico del prototesto) che da emittente (autore empirico del metatesto).
Nella fase di ricodifica del messaggio è fondamentale il riconoscimento della dominante, che permette l'individuazione del residuo traduttivo e la conseguente elaborazione della strategia traduttiva, grazie alla quale il traduttore decide come gestire quello che Jakobson definisce l'"intraducibile" (l'"incomunicabile"): decide quindi se eliminarlo (con una conseguente perdita di significato) o recuperarlo sotto forma di metatesto (con una conseguente compensazione). La successiva fase di enunciazione del metatesto (traduzione del prototesto) comporta un ulteriore residuo dovuto all'interferenza fisica; la ridecodifica del messaggio in pensiero da parte del lettore empirico del metatesto (ossia l'assimilazione del messaggio) comporta un residuo.
Il particolare compito del traduttore è quello di veicolare un testo, scritto in una lingua e proprio di una cultura, in un testo scritto in una lingua altrui e proprio di una cultura altrui. Nella fase di mediazione linguistica, che è sempre anche culturale, sopraggiunge inevitabilmente una perdita di informazioni proprio per il carattere culturospecifico del testo. Pertanto, i residui che si accumulano nei passaggi che separano la fase di elaborazione di un testo e la sua ricezione da parte dei destinatari di un'altra linguacultura possono essere dovuti a un'interpretazione parziale da parte del traduttore, a una sua parziale riverbalizzazione e/o a una parziale comprensione del testo tradotto da parte dei nuovi destinatari.

## Come gestire il residuo traduttivo
Se nel passaggio dal prototesto al metatesto si forma un residuo, il traduttore può decidere di recuperarlo inserendolo in un altro modo nel metatesto: si parla in questo caso di “compensazione”. Il lavoro del traduttore è pragmatico, perché, tra le soluzioni possibili, opta per quella che promette il massimo effetto con il minimo sforzo: sceglie intuitivamente la strategia minimax.
La compensazione può essere considerata una strategia traduttiva che permette di nascondere una perdita senza ricorrere a note. È il caso, per esempio, dell'utilizzo di epiteti formali (es. l'inglese “Madam” e “Sir”) per rendere l'uso di forme verbali di cortesia nella traduzione verso lingue che non distinguono il “tu” e il “Lei”.
L'inserimento di una nota a piè di pagina è una forma di compensazione ben visibile, e per certi casi rischiosa, perché a volte rischia di compensare troppo il residuo con arricchimenti eccessivi.